# Tetraneuromyia mediana
Tetraneuromyia mediana är en tvåvingeart som först beskrevs av Ephraim Porter Felt 1914.  Tetraneuromyia mediana ingår i släktet Tetraneuromyia och familjen gallmyggor.
Artens utbredningsområde är New York. Inga underarter finns listade i Catalogue of Life.